# Hochdorf, Esslingen
Hochdorf là một thị xã ở huyện Esslingen trong bang Baden-Württemberg ở phía nam nước Đức. Đô thị Hochdorf, Esslingen có diện tích 7,75 km².